# Sony Xperia L
A Sony Xperia L (C2104, C2105) egy középkategóriás androidos okostelefon, amelyet a gyártó Sony 2013 májusában dobott piacra.

## Hardver
Kijelzője 4.3 inch képátlójú TFT kapacitív, 854*480 (228 ppi) felbontással. A telefont 1 GHz-es kétmagos Snapdragon S4 Plus processzor hajtja 1GB LPDDR2 RAM-mal és Adreno 305-ös grafikus processzorral. Gyárilag Android 4.1.2 Jelly Bean rendszerrel került kiadásra. 8 megapixeles fényképek készítésére is alkalmas, Exmor RS szenzorral van ellátva, mely képes a HDR-felvételre, valamint 720p HD-videók felvételére is, emellett ellátták vakuval is. Beépített tára 8GB-os, ebből 5,8GB felhasználható, de opcionálisan bővíthető microSD/microSDHC kártyával 32GB-ig. Formaterve a 2013-as Sony-telefonoknak megfelelő, azzal a módosítással, hogy hátlapja ívelt. Be/kikapcsoló gombja jobb oldalra került, és alumíniumból készült. Beépített NFC (Near Field Communication) támogatással is bír, azaz képes a közelébe helyezett más NFC-képes készülékekkel azonnali kapcsolatba lépni. Akkumulátora 1750 mAh teljesítményű, de a szoftveresen beépített Stamina mód akár a négyszeresére is növelheti az üzemidőt. A készülék támogatja a 2G, 3G, HSPA+, Wi-Fi 802.11 a/b/g/n, dual-band, Wi-Fi Direct, DLNA és Wi-Fi hotspot hálózatokat, és a Bluetooth 4.0-t. A-GPS helymeghatározásra is képes, emellett gyorsulás- és közelségérzékelője is van. Alján elrejtve egy többféle színben jelezni képes nagyméretű LED található. Fehér, fekete, és piros színekben kapható.

## Szoftver
Beépített Sony-médiaalkalmazásai közt ott van a Walkman, a Sony Music, a Music Unlimited, a Video Unlimited, és a Sony LIV. A legfontosabb Google-alkalmazások (Google Chrome, Google Play, Google Asszisztens, Google Térképek, Hangouts) szintén gyárilag mellékelve vannak. A telefon PlayStation hitelesített. A 4.1.2-es Android 2013 októberétől kezdve megkapta a 4.2.2-es frissítést. A készülék bekerült a Sony "AOSP for Xperia" programjába is, ami azt jelenti, hogy a felhasználók a Sony által kiadott megfelelő szoftver birtokában a gyári Android módosított verzióit kísérleti jelleggel feltehetik telefonjukra (például a 4.4-es Android KitKat-et). Ez azonban csak haladó felhasználóknak ajánlott, és mivel nem is Sony-szoftver, így a gyártó nem vállal érte felelősséget.